# Everett Dean
Everett S. Dean (Livonia, 18 marzo 1898 – Caldwell, 26 ottobre 1993) è stato un giocatore di baseball, cestista, allenatore di baseball e allenatore di pallacanestro statunitense, membro del Naismith Memorial Basketball Hall of Fame dal 1966.

## Palmarès
- Campione NCAA (1942)